# Karel Lodewijk Ledeganck

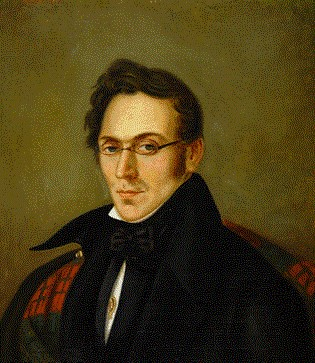
Karel Ledeganck

Karel Lodewijk Ledeganck (* 9. November 1805 in Eeklo, Niederlande; † 19. März 1847 in Gent, Belgien) war ein flämischer Jurist, Politiker und Dichter.

## Werdegang
Karel Lodewijk Ledeganck wuchs in Eeklo auf, wo sein Vater als Privatlehrer und Ladenbesitzer arbeitete. Die Familie Ledeganck war von bescheidener Herkunft. Sein Wissen erarbeitete er sich vor allem autodidaktisch. Ledeganck begann als Arbeiter in einer Leinenweberei zu arbeiten. Mit der Hilfe von Karel Vervier wurde er 1820 Hilfsschreiber im Rathaus von Gent. 1832 wurde er ein Klerk im Stadtrat von Oudenaarde und war 1833 vorübergehend Schreiber in Kaprijke. Von 1834 bis 1836 fungierte er in Kaprijke als stellvertretender Magistrat. Während seiner Freizeit studierte er an der Universität Gent, wo er 1835 einen Abschluss als Doktor der Rechte machte. Von 1836 bis 1842 war er Magistrat in Zomergem.
Seine Formung zum Schriftsteller erfolgte zum größten Teil in Eeklo. Ledeganck war dort in den 1820er Jahren in der lokalen Literaturszene aktiv. Während dieser Zeit nahm er erfolgreich an mehreren Gedichtwettbewerbe teil. Dabei lernte er unter anderem die Schriftsteller Jan Frans Willems, Frans Rens und Prudens van Duyse kennen. Zu jener Zeit widmete er sich der romantischen Dichtkunst. 1834 veranstaltete der Premierminister von Belgien Charles Rogier einen nationalen Gedichtwettbewerb, welchen Ledeganck mit seinem Gedicht Zegeprael van's lands onafhankelijkheid gewann. Sein erstes Werk war von dem britischen Dichter George Gordon Byron und dem französischen Schriftsteller Alphonse de Lamartine beeinflusst. Neben den Übersetzungen von den Werken von Byron veröffentlichte Ledeganck zwischen 1839 und 1846 eine Reihe von Gedichten. Darunter war auch De drie zustersteden – eine Ode an die flämischen Städte Gent, Brügge und Antwerpen. Ledeganck schrieb auch für Magazine und Jahrbücher, wie Nederduitsch Letterkundig Jaarboekje, Belgisch Museum, das Kunst- en Letterblad, Taelverbond und De Eendragt.

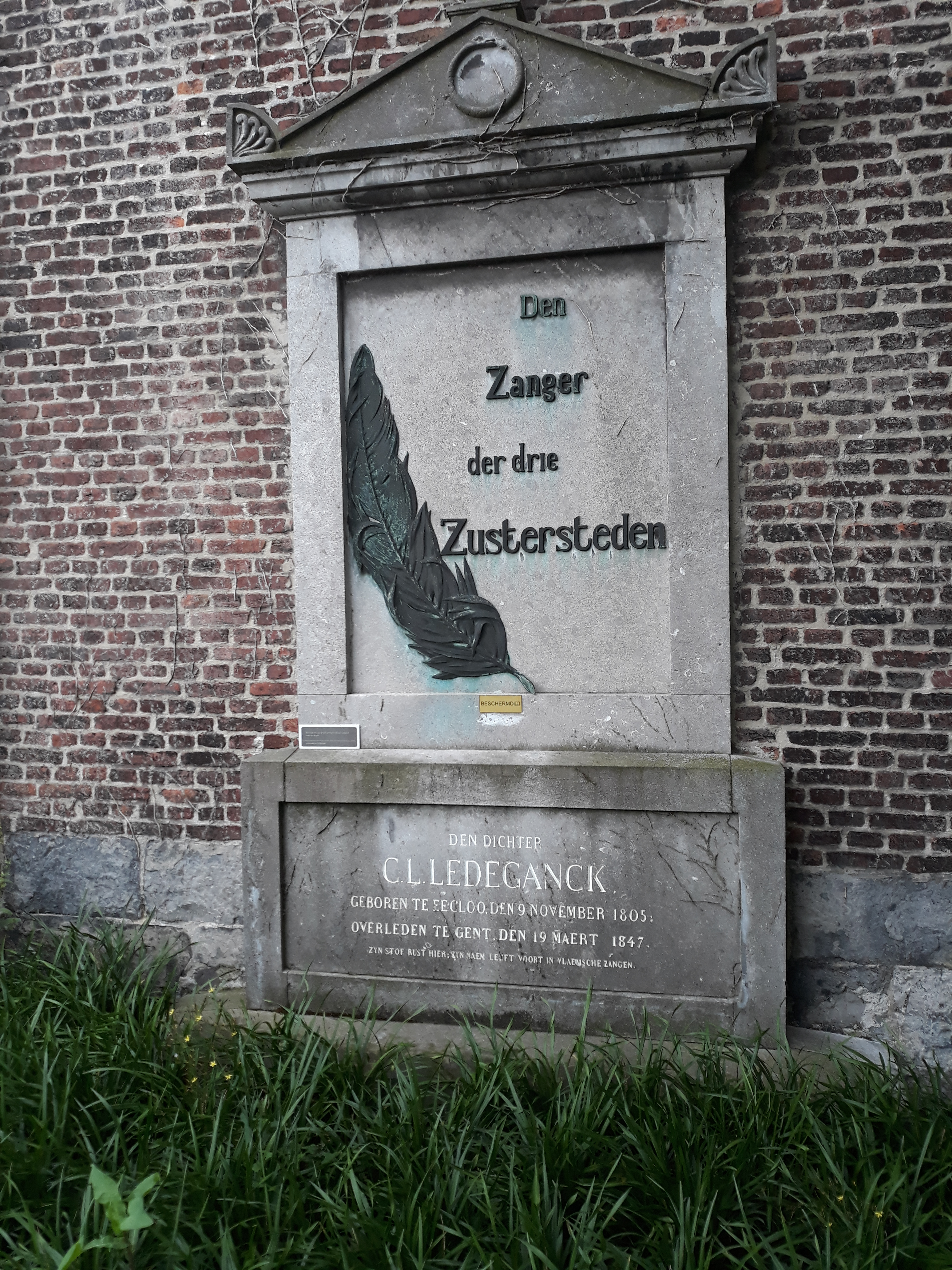
Das Grab von Karel Lodewijk Ledeganck auf dem Campos Santo Sint-Amandsberg in Gent

Im Laufe der Zeit wurde er ein starker Anhänger der Flämischen Bewegung. Er war ein leidenschaftlicher Verfechter des Niederländischen als flämische Kultursprache. In diesem Zusammenhang saß er in der Spellinigcommissie, trat der De Tael is Gansch het Volk bei und war in literarischen Vereinen aktiv. Von 1837 bis 1844 saß er als Liberaler im Bezirksrat von Ostflandern. Während dieser Zeit hielt er 1840 seine erste Rede in Niederländisch. Ledeganck sprach sich für die Anerkennung des Niederländischen als Verwaltungssprache aus. Infolge seiner Mitwirkung wurden alle öffentlichen Mitteilungen in allen Provinzen zweisprachig herausgegeben. Auf seinen Vorschlag hin wurde entschieden, die gesamte Korrespondenz mit den lokalen Behörden auch in dieser Sprache zu führen. Ein Jahr später wurde das erste niederländische Zivilgesetzbuch herausgegeben.
Seine flämische Gesinnung, die in jenen Jahren vom belgischen Nationalismus geprägt war, kostete ihn die Sympathie vieler Zeitgenossen. Anfangs war Ledeganck ein überzeugter Orangist. Als Folge der Unterzeichnung des Verdrag der XXIV artikelen zwischen den Niederlanden und den europäischen Mächten im Jahr 1838 verfasste er aber ein Gedicht zum Tribut von Belgien unter dem Titel De vrede. Dieses Gedicht brachte ihm einen anerkennenden Brief vom König von Belgien Leopold I., eine schöne Summe Geld und die Anerkennung vom Volk ein. In den letzten Jahren seines Lebens setzte sich Ledeganck für den sozialen Anschluss zu dem französischen Bürgertum ein und nur sein literarisches Erbe versicherte ihm einen Platz im Pantheon der Flämischen Bewegung.
In diesem Jahren machte einen zweiten Karrieresprung. Im Jahr 1842 trat er als Magistrat in Zomergem zurück und wurde der erste Provinzinspektor für Grundschulbildung in Ostflandern. Ledeganck zog 1842 nach Gent. 1845 wurde er außerordentlicher Professor an der damaligen französisch-sprachigen Universität Gent.
Ledeganck erkrankte an der Tuberkulose und starb 1847 im Alter von 41 Jahren an deren Folgen. Er wurde auf dem Friedhof in Dampoort beigesetzt, aber ein Jahr später auf den Friedhof Campo Santo  in Sint-Amandsberg (Gent) überführt, wo im August 1849 ein Mausoleum mit einer halbhohen Skulptur von Arjan Van Arendonk enthüllt wurde. Der verwendende Sandstein für die Skulptur hielt den natürlichen Elementen nicht stand. Alles was heute übrig geblieben ist, ist ein großes Gedenkstein in Form der Initialen K.L. für Karel Lodewijk Ledeganck an der Seitenwand der Kapelle von Sint-Amandsberg.
Ihm zu Ehren wurde 1882 eine Straße an der Normalschule in Gent nach ihm benannt. Der Architekt Jacob Gustaaf Semey verzierte 1895 die Fassade der nicht mehr stehende Villa Ledeganck an der Vlaamsekaai mit dem Zitat De drie zustersteden. In Sint-Kristoffelstraat erinnert eine Fassade daran, dass Ledeganck das Gedicht De drie zustersteden schrieb und ein Jahr danach starb. Eine Statue von ihm steht heute in seiner Heimatstadt Eeklo.

## Werke
- 1834: Zegeprael van's lands onafhankelijkheid
- 1836: Het klavier
- 1838: De vrede
- 1839: Bloemen mijner lente
- 1839: Het graf mijner moeder
- 1840: Het burgslot van Zomergem
- 1841: De zinnelooze
- 1842: Verspreide en nagelaten gedichten
- 1844: De boekweit
- 1846: De drie zustersteden
- 1889: Volledige dichtwerken
- 1942: Keurgedichten